# Agrile
Agrile (in greco antico: Ἀγρυλή?, Agrylé) o Agraule (in greco antico: Ἀγραυλή?, Agraulé) o Agrele (in greco antico: Ἀγροιλή?, Agrelé) era il nome di due demi dell'Attica (Agrile superiore, in greco antico: Ἀγρυλὴ ὑπένερθεν?, e Agrile inferiore, in greco antico: Ἀγρυλὴ καθύπερθεν?) situati appena a sud dello stadio di Atene, vicino al moderno centro di Pangrati, a sud-ovest rispetto al colle conosciuto come Ardetto, ove i giudici giuravano la propria fedeltà alla legge.
Il nome di questi demi derivava da quello di figlia di Cecrope, Agraulo.
Si registrò una straordinaria partecipazione da parte degli abitanti di questi demi nel completamento dei lavori per la costruzione dell'Eretteo.

## Collocazione
La collocazione dei demi di Agrile è abbastanza sicura grazie alla presenza di molte fonti letterarie e iscrizioni. Confinavano lungo il versante occidentale dell'Imetto coi demi di Ancile e si trovavano sulla riva sinistra del fiume Ilisso, a sud-ovest della collina di Ardetto: dovevano avere, nonostante fosse poco fuori dalle mura cittadine, un aspetto decisamente agreste se non selvaggio e al loro interno era presente una zona nota col nome di Agre (in greco antico: Ἄγρα, Ἄγραία o Ἄγραι?, chiaro riferimento a campo, in greco antico: ἀγρός?) dove si trovava un tempio di Artemide.